# Caps Lock (album)
Pour les articles homonymes, voir Caps lock (homonymie).
 (mars 2014).
Si vous disposez d'ouvrages ou d'articles de référence ou si vous connaissez des sites web de qualité traitant du thème abordé ici, merci de compléter l'article en donnant les références utiles à sa vérifiabilité et en les liant à la section « Notes et références ».
Albums de capsule
STEREO WORXXX
(2012) WAVE RUNNER
(2015)
CAPS LOCK est un album du groupe électro capsule sorti en 2013 au Japon.

## Titres
| 1. | Home     | 2:17 |
| 2. | CONTROL  | 4:36 |
| 3. | DELETE   | 6:31 |
| 4. | 12345678 | 6:08 |
| 5. | SHIFT    | 3:50 |
| 6. | ESC      | 2:18 |
| 7. | SPACE    | 4:42 |
| 8. | RETURN   | 5:16 |

## Édition limitée
L'édition limitée de l'album comprend en plus les titres suivants :
| No | Titre                          | Durée |
| -- | ------------------------------ | ----- |
| 1. | CONTROL (extended mix)         | 6:18  |
| 2. | Never Let Me Go (extended mix) |       |
| 3. | DELETE (extended mix)          | 8:56  |
| 4. | ESC (extended mix)             | 3:39  |

## Édition limitée iTunes
L'édition limitée de l'album sur iTunes comprend en plus les titres suivants :
| No | Titre                   | Durée |
| -- | ----------------------- | ----- |
| 1. | 12345678 (extended mix) | 7:43  |